# Barney Ross (personaggio)
Barney Ross è il personaggio principale della saga cinematografica de I mercenari, creato ed interpretato da Sylvester Stallone.

## Descrizione
Barney Ross è un mercenario molto abile nei combattimenti, nell'uso delle armi da fuoco e dei coltelli, esperto pilota di aerei, a capo di una banda internazionale di esperti mercenari denominati The Expendables (letteralmente I sacrificabili). Pur essendo molto duro nella sua vita, dimostra in molte occasioni di essere anche molto sensibile e generoso.
La sua banda è composta da Lee Christmas, suo migliore amico e molto abile nell'uso dei coltelli, Yin Yang, reduce del Vietnam ed esperto di arti marziali, che in seguito lascerà la squadra, Gunnar Jensen, un mercenario che è riuscito a smettere di drogarsi, Hale Caesar, esperto di armi da fuoco, Toll Road, esperto di esplosivi.
Alla sua squadra si aggiungeranno in seguito anche il mercenario Doc, vecchia conoscenza di Barney con il quale ha fondato il gruppo, Galgo, un mercenario dagli atteggiamenti un po' stravaganti ma molto abile nei combattimenti, e i più giovani John Smilee, Mars, Thorn e Luna. Oltretutto c'è anche una squadra avversaria di mercenari capeggiata da Trench Mauser, un mercenario quasi al pari di Barney che spesso lo aiuterà nelle sue missioni.
L'arma distintiva di Barney Ross è un vecchio revolver, che tiene nascosto alle sue spalle in una fondina, col quale riesce spesso a prendere di sorpresa i nemici.
Ha una passione per i tatuaggi e per i teschi che sono raffigurati su vari oggetti di sua proprietà, ad esempio sul suo anello portafortuna.

## Storia

### I mercenari - The Expendables
Barney e la sua squadra sono assoldati da un uomo misterioso di nome Church per destituire il dittatore dell'isola di Vilena, nel Golfo del Messico, dove un agente della CIA, James Munroe, con la copertura del capo dell'esercito locale ha preso il potere per lucrare sui suoi sporchi affari. Barney e i suoi uomini ben consapevoli della difficoltà della missione accettano l'incarico e, dopo una serie di vicende spiacevoli e molte difficoltà, riescono ad uccidere Munroe e la sua squadra di soldati armati grazie anche all'aiuto del loro contatto sull'isola Sandra, figlia del dittatore, della quale Barney ammira il coraggio e la determinazione e alla quale lascerà una grande quantità di denaro alla fine della vicenda. Inoltre, dopo numerose discussioni e un aspro combattimento tra Barney e Gunnar, quest'ultimo farà pace con se stesso e si riconcilierà con Barney e la sua squadra.

### I mercenari 2
Barney e la sua squadra sono di nuovo assoldati da Church per recuperare il contenuto di una cassaforte da un aereo precipitato, con l'aiuto dell'agente della CIA Maggie Chan. La missione riesce ma gli Expendables vengono bloccati da un'altra squadra di mercenari, guidati da un pericoloso criminale, Jean Vilain, che li disarmano e uccidono il giovane nuovo componente del gruppo Billy The Kid. Furioso per l'accaduto Barney decide di vendicare il giovane. Dopo aver scoperto che i suoi nemici, i Sang, guidati da Jean Vilain, vogliono rubare del plutonio nascosto in una miniera, per venderlo al miglior offerente, Barney riesce a trovarli e si scatena una battaglia all'ultimo sangue alla quale partecipano tutti: gli Expendables, Trench, Church e Booker, vecchia conoscenza di Barney dato per morto. Dopo aver eliminato i nemici, Barney ingaggia un feroce scontro con Jean Vilain e vendica Billy, uccidendolo.

### I mercenari 3
Barney e la sua squadra devono intercettare un carico di bombe destinate ad essere consegnate ad un signore della guerra in Somalia. Il problema è però che a capo del gruppo armato che tiene le bombe c'è Conrad Stonebanks, l'uomo con il quale Barney aveva fondato il suo gruppo e che credeva di aver ucciso per tradimento. Sconvolto, Barney fa vacillare la missione al termine della quale uno dei suoi uomini, Hale Ceaser, viene gravemente ferito. Barney decide così di sciogliere la sua squadra, alla quale si era appena riaggiunto Doc, un mercenario membro della formazione originale, per reclutare membri più giovani. Questi però saranno rapiti, nel nuovo tentativo che Barney metterà in atto per uccidere Stonebanks, e quindi non gli resterà altro che rimettere in piedi la sua vecchia squadra con l'aggiunta di Galgo, mercenario stravagante, di Trench e del loro nuovo committente Max Drummer. Arrivati al nascondiglio di Stonebanks, i mercenari vecchi e giovani riescono a uccidere i nemici, e Barney uccide definitivamente il suo vecchio amico Conrad Stonebanks.

## Altri media

### Fumetti
Il personaggio di Barney Ross è stato anche protagonista di una saga a fumetti, pubblicata in quattro numeri dalla americana Dynamite Entertainment fra maggio e luglio 2010, dal titolo The Expendables, scritta da Chuck Dixon e disegnata da Esteve Polls, nella quale gli eroi della saga cinematografica ritornano in azione, diventando eroi a fumetti. La storia si colloca prima della vicenda cinematografica del film I mercenari - The Expendables, quindi il fumetto è un prequel a tutti gli effetti del film.
A Barney Ross è ispirato il personaggio del Colonnello Angelo, eroico protagonista, insieme a Ratto, della Quadrilogia dei Sacrificabili, pubblicata nel 2011 nei numeri 82, 83, 84 e 85 di Rat-Man Collection, realizzate da Leo Ortolani ispirandosi al film I mercenari - The Expendables di Sylvester Stallone reinterpretato con riferimento alla serie umoristica Rat-Man creata dallo stesso Ortolani.

### Videogiochi
Barney Ross è stato anche protagonista di un videogioco, sviluppato nel 2012 dalla Ubisoft, dal titolo The Expendables 2 Videogame. Il videogioco è basato sui personaggi dei film I mercenari - The Expendables (2010) e I mercenari 2 (2012), e narra le vicende accadute tra le due pellicole, così da essere un sequel del primo film ed uno spin-off/prequel del secondo.